# Nålen
Nålen er en dansk film fra 1951 instrueret af Johan Jacobsen efter manuskript af Johannes Allen.

## Handling
Naalen er titelpersonen i filmen, en hensynsløs bagmand for sortbørsen, i hvis kølvand uundgåeligt følger en række andre forbrydelser. Hvordan "Naalen" har fået sit mærkelige tilnavn skal ikke direkte røbes her, kun kan det antydes, at det rummer nær tilknytning til den kostbare og sjældne vare, hvormed han beskæftiger sig i sin "forretning", insulinet.

## Medvirkende
- Ebbe Rode
- Tove Maës
- Hans-Henrik Krause
- Gunnar Lauring
- Louis Miehe-Renard
- Jørn Jeppesen
- Sigrid Horne-Rasmussen
- Ove Sprogøe
- Tove Bang
- Hans Egede Budtz
- Tavs Neiiendam
- Henry Nielsen
- Aage Winther-Jørgensen
- Karl Gustav Ahlefeldt
- Gyrd Løfqvist
- Gunnar Strømvad
- Axel Strøbye
- Charles Wilken
- Gotha Andersen